# Korniivka, Hrebinka
Korniivka (în ucraineană Корніївка) este un sat în comuna Berezivka din raionul Hrebinka, regiunea Poltava, Ucraina.

## Demografie
Componența lingvistică a localității Korniivka
     Ucraineană (94,86%)
     Rusă (4,4%)
Conform recensământului din 2001, majoritatea populației localității Korniivka era vorbitoare de ucraineană (94,86%), existând în minoritate și vorbitori de rusă (4,4%).